# Melanocharis
Melanocharis, es un género de aves paseriformes, perteneciente a la familia Melanocharitidae.

## Especies
El género contiene las siguientes especies:
- Melanocharis arfakiana (Finsch, 1900), picabayas oscuro;
- Melanocharis nigra (Lesson, 1830), picabayas negro;
- Melanocharis longicauda Salvadori, 1876, picabayas colilargo;
- Melanocharis versteri (Finsch, 1876), picabayas abanico;
- Melanocharis striativentris Salvadori, 1894, picabayas estriado
- Melanocharis citreola  Milá, Ashari & Thébaud, 2021, picabayas satinado